# Varennes-Saint-Honorat

Varennes-Saint-Honorat este o comună în departamentul Haute-Loire, Franța. În 2009 avea o populație de 37 de locuitori.